# لیلا علی‌یوا
لیلا علی‌یوا (ترکی آذربایجانی: Leyla İlham qızı Əliyeva؛ زادهٔ ۳ ژوئیهٔ ۱۹۸۴) روزنامه‌نگار، و نویسنده اهل جمهوری آذربایجان و اولین دختر الهام علی‌اف است.
او سردبیر یک مجله آنلاین در باکو است. در سال ۲۰۱۵، واشنگتن پست خبری در مورد لیلا علی‌یوا منتشر کرد که در آن گفته شده بود او به همراه خواهر و برادرش املاکی به ارزش ۷۵ میلیون دلار در دبی دارند. او هم یکی از افراد نام برده شده در اسناد پاناما است.